# Недожогин, Александр Иванович
Александр Иванович Недожогин (1946 — 2005) — советский и российский самбист, тренер по борьбе самбо. Заслуженный тренер РСФСР, Мастер спорта СССР.

## Биография
Александр Иванович Недожогин родился в 1946 году. Выступал в соревнованиях по борьбе самбо за спортивный клуб «Кировец» в Ленинграде. Тренировался у Заслуженного тренера РСФСР В. Д. Малаховского. Был пятикратным чемпионом Ленинграда по борьбе самбо (в 1968—1973 гг.). Во время службы был включен в состав сборной Вооруженных сил СССР. Также будучи в армии окончил школу тренеров, а после демобилизации вернулся работать в зал борьбы самбо Кировского завода. 
В 1973 году окончил выступления и перешёл на тренерскую работу. Работал тренером спортивного клуба «Кировец» в 1973—1978 гг., а также в добровольном спортивном обществе «Динамо» в 1978—1980 гг., и Спортивном клубе армии в 1980—1984 гг. Подготовил множество выдающихся спортсменов. Среди его самых известных учеников ― трёхкратный чемпион мира, Заслуженный мастер спорта СССР, Заслуженный тренер России А. В. Новиков; однако вскоре после того, как Новиков завоевал свой первый титул чемпиона, он был направлен к другому руководителю, который и получил звание Заслуженного тренера РСФСР вместо Недожогина, а Александр Иванович был его удостоен лишь несколько лет спустя.
Скончался в 2005 году. Похоронен на Большом Кузьминском кладбище в Санкт-Петербурге.